# Wolfgang Gockel
Wolfgang Gockel ( * 21 de noviembre de  1945 – 3 de marzo de 2005 ) fue un arqueólogo alemán  conocido por sus trabajos sobre el desciframiento de los jeroglíficos mayas.
En su juventud no parecía estar destinado a estudiar arqueología. Al acabar sus estudios de secundaria en Bochum, empezó a trabajar de practicante de mecánico, pero muy pronto dejó su puesto para ir a la mar.  Mientras se mostraba como un excelente marinero, viajó alrededor de todo el mundo (1963 – 1969).  Fue en esa época cuando nació su interés por la arqueología.
Gockel sirvió también en la fuerza aérea alemana (1969 – 1975) llegando a ser piloto de helicóptero.  En 1975 logró pasar los exámenes finales para entrar en la universidad. En este punto, se decidió por estudiar su gran pasión, la arqueología.  Estudió en Colonia, Bonn y Gotinga, donde se dedicó a la arqueología clásica, las culturas precolombinas y Oriente Próximo. Se graduó en sus estudios de máster en 1979. En 1980 realizó su examen de licenciatura.  Fue durante sus estudios en Bonn (1975 – 1977) cuando conoció el problema de descifrar los jeroglíficos mayas, tarea en la que trabajó hasta al final de su vida.
Después de su graduación, trabajó como guía de viajes, en  excavaciones arqueológicas, proyectos especiales para museos y colecciones privadas. Durante uno de esos proyectos en La Galería Uffizi en Florencia en la primavera de 1987, Gockel pasó sus tardes intentando entender los jeroglíficos mayas.  Pronto desarrolló un método nuevo para trabajar con las inscripciones de Palenque en Chiapas, México.
El trabajo de Gockel, listo para publicarse en el otoño de 1988, creó malestar debido a que sus conclusiones mostraban desacuerdo con los principales investigadores  y también en parte porque decidió hacer público su trabajo en la popular revista semanal Stern, lo que  otras importantes revistas alemanas trataron con algo de escepticismo. La apreciada revista  Süddeutsche Zeitung se puso de su parte.
El artículo científico fue criticado en Spektrum der Wissenschaft, una edición alemana de Scientific American, con respuestas a las opiniones de Gockel  y de uno de los referentes que había aceptado la  publicación Stern.  También se planificó una conferencia en el museo de Roemer- und Pelizaeus en Hildesheim, donde Gockel pensaba responder a sus críticos, pero nunca tuvo lugar.
El libro de Palenque fue traducido al español y publicado en México en 1995. Recientemente la edición española y algunos de sus manuscritos de trabajo no terminados han sido publicados en internet (ver enlaces externos). 
Además de su trabajo en el desciframiento de los jeroglíficos mayas, publicó trabajos sobre América Latina y Oriente Próximo (ver bibliografía). Su trabajo puede ser usado libremente por todos los interesados en los jeroglíficos mayas.
Wolfgang Gockel murió en Finlandia el 3 de marzo de 2005.

## Publicaciones más importantes
- Die Geschichte einer Maya-Dynastie. Entzifferung klassischer Maya-Hieroglyphen am Beispiel der Inschriften von Palenque,1988, Mainz:Verlag Philipp von Zabern.
- Historia de una dinastía Maya. El desciframiento de los jeroglíficos mayas de acuerdo con las inscripciones de Palenque, 1995, México, D.F.: Editorial Diana
- Syrie, Libanon, 1988, München: Nelles Verlag. [English and French translation available].
- Mexiko, Das zentrale Hochland und Yucatán-Von den Stätten der Maya und Azteken zu barokken Kirchen und Konventen, 1998, Köln: DuMont (3ed, 2005).
- Guatemala, Belize, Honduras und El Salvador, Maya-Städte und Kolonialarchitektur in Mittelamerika, 1999, Köln: DuMont.
- Irak, Sumerische Tempel, Babylons Paläste und heilige Stätten des Islam im Zweistromland, 2001, Köln: DuMont.